# محكمة الولايات المتحدة للصين
تعد محكمة الولايات المتحدة للصين محكمة المقاطعة التي كانت لديها الولاية القضائية على مواطني الولايات المتحدة في الصين.تواجدت منذ عام 1904 حتى عام 1943 وكانت تملك السلطة القضائية المتعلقة في القضايا الجنائية والمدنية، مع المناشادات المرفوعة لمحكمة الأستئناف الولايات في المتحدة للدائرة التاسعة في سان فرانسيسكو.

## محاكم القنصلية السابقة قبل إنشاء هذه المحكمة
مُنِحت الولاية القضائية في الصين لأول مرة الي الولايات المتحدة من قِبل معاهدة وانجيا (Wanghia) حالما تم تصديقها في عام 1845، ملاحِقةً لمعاهدة تيانسين (Tientsin)  والتي صدقت في عام 1860. بموجب المعاهدات والقضايا التي  رفعت ضد مواطني الولايات المتحدة والذين حوكموا في محكمة قنصلية الولايات المتحدة، فقد تم الحكم على المواطنين الصينيين في المحاكم الصينية، إذ للقنصلية أولويات بالأتي:
-   لم يتم إستئناف القضايا الجنائية التي لا تتعدى العقوبة المفروضة فيها على الجريمة غرامة 100 دولار أو 60 يومًا من السجن.
-   الأستئناف كان متاحًا لمفوض الولايات المتحدة في الصين من ناحية القضايا الجنائية التي لا تتعدى العقوبة المفروضة فيها على الجريمة غرامة 500 دولار أو 90 يومًا من السجن.
-   القضايا المدنية، التي تكون فيها الأضرار لاتتعدى 500دولار بشكل عام اعتبرت غير قابلة للأستئناف.
أمتلك المفوض الأولوية التامة ليستمع لكل القضايا، وتحديد الأجراءات المدنية والجنائية اللازمة التي يجب على القناصل إتباعها.

## تأسيس المحكمة
أسست المحكمة في عام 1906 من خلال القانون الذي يحيل بإنشاء محكمة أمريكية في الصين. كانت المحكمة مشابهة من حيث التركيب للمحكمة البريطانية العليا في الصين وكوريا والتي كانت قد أسست في شانغهاي (Shanghai) في عام 1865.
كان المقر الرئيسي للمحكمة في مبنى القنصلية الأمريكية العامة في الاصل الواقع على طريق هوانغبو (Huangpo)  في مستوطنة شنغهاي الدولية، إضافةً إلى جلسات عقدت سنويًا على الاقل في المدن الصينية كانتون، وتينيسين، وهانكو. تنقلت المحكمة مع تنقل القنصلية الأمريكية حيث قد انتقلت القنصلية الأمريكية من مبناها خلال الأعوام 1911، و1930، و1936. كان لدى المحكمة قاضِ واحد فقط، حيث كان يجب على من لديهم محاكمة الأنتظار لأشهر عدة من أجل الأجراءات. في عام 1930، تم تعديل القانون لكي يسمح لهم بتعيين القضاة الخاصين، أي تم السماح للمحاكم بأكمال الاجراءات التي كانت قيد الأنتظار بسبب غياب القاضي. سمح للأستئنافات بالتواجد في محكمة الأستئناف للولايات المتحدة للدائرة التاسعة.
احتفظت محاكم القنصلية الأمريكية في الصين بولاية محدودة، بما في ذلك القضايا المدنية التي تكون فيها الممتلكات ذات المخالفة لاتتعدى 500 دولار والقضايا الجنائية التي لاتتعدى فيها العقوبة غرامة 100 دولار أو 60 يومًا من السجن. طبقت المحكمة إختصاصها والذي هو الأستئناف عليهم، وتبقت على هذا حال حتى عام 1910 عندما ضمت اليابان كوريا ومحكمة القنصلية الأمريكية في الصين.

## قرارات محاكم الاستئناف
أعطي لولاية المحكمة تفسيرًا واسعًا، وهذا ما نصت عليه :
- بينما تعمل المعاهدة بصرامة على تغطية مواطني الولايات المتحدة فقط، فقد تولت محكمة الولاية القضائية رعاية المواطنين الغير امريكيين والذين كانوا قد نشأوا في الممتلكات المعروفة بــِ «المستعمرات» مثل الفلبيين والغوام.
- عندما ميزت وزارة الخارجية بين الامريكيين الصينيين الذي يعيشون في خارج أمريكا أي في الصين، فقد وضحت المحكمة هذا القرار : «أن المواطن الأمريكي في الصين، أي المقيم فيها مؤقتًا وا دائمًا، فهو سيبقى تحت ظل ولاية حكومته وقوانينها ومؤسساتها كما لو كان يقيم في وطنه».
- فرضت سندات الملكية القنصلية، حيث كان المواطنون الامركيين يحتفظون بتلك الأرض لصالح المستفيدين من الصينيين.
- فيما يخص قضايا الطلاق والإبطال، فعلى المدعي أن يكون مقيمًا امريكيصا حصرًا في الصين؛ وايضًا لم تتواجد أي متطلبات مثل الأقامة أو هوية الجنسية للمدعى عليهم.